# 보리지
보리지(영어: borage, 학명: Borago officinalis 보라고 오피키날리스[*])는 지치과의 한해살이풀이다.

## 분포
남아메리카, 북아메리카, 아시아, 아프리카, 오세아니아 및 유럽에 분포한다. 서아시아(레바논, 시리아, 키프로스), 동유럽(라트비아, 리투아니아, 몰도바, 벨라루스), 동남유럽(그리스, 알바니아, 크로아티아) 및 남유럽(스페인, 이탈리아, 포르투갈, 프랑스)이 원산지이다.

## 사진 갤러리

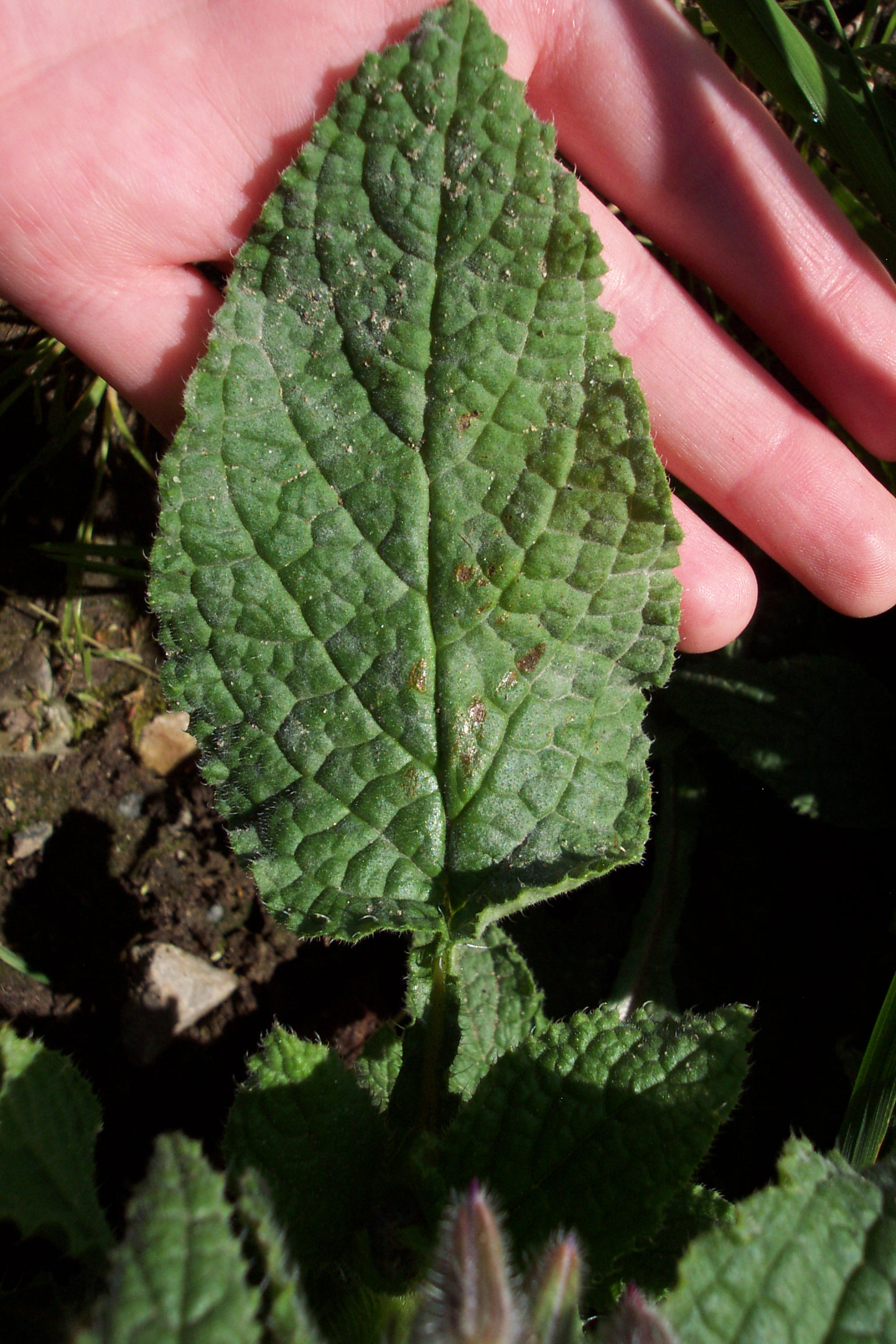
보리지 잎
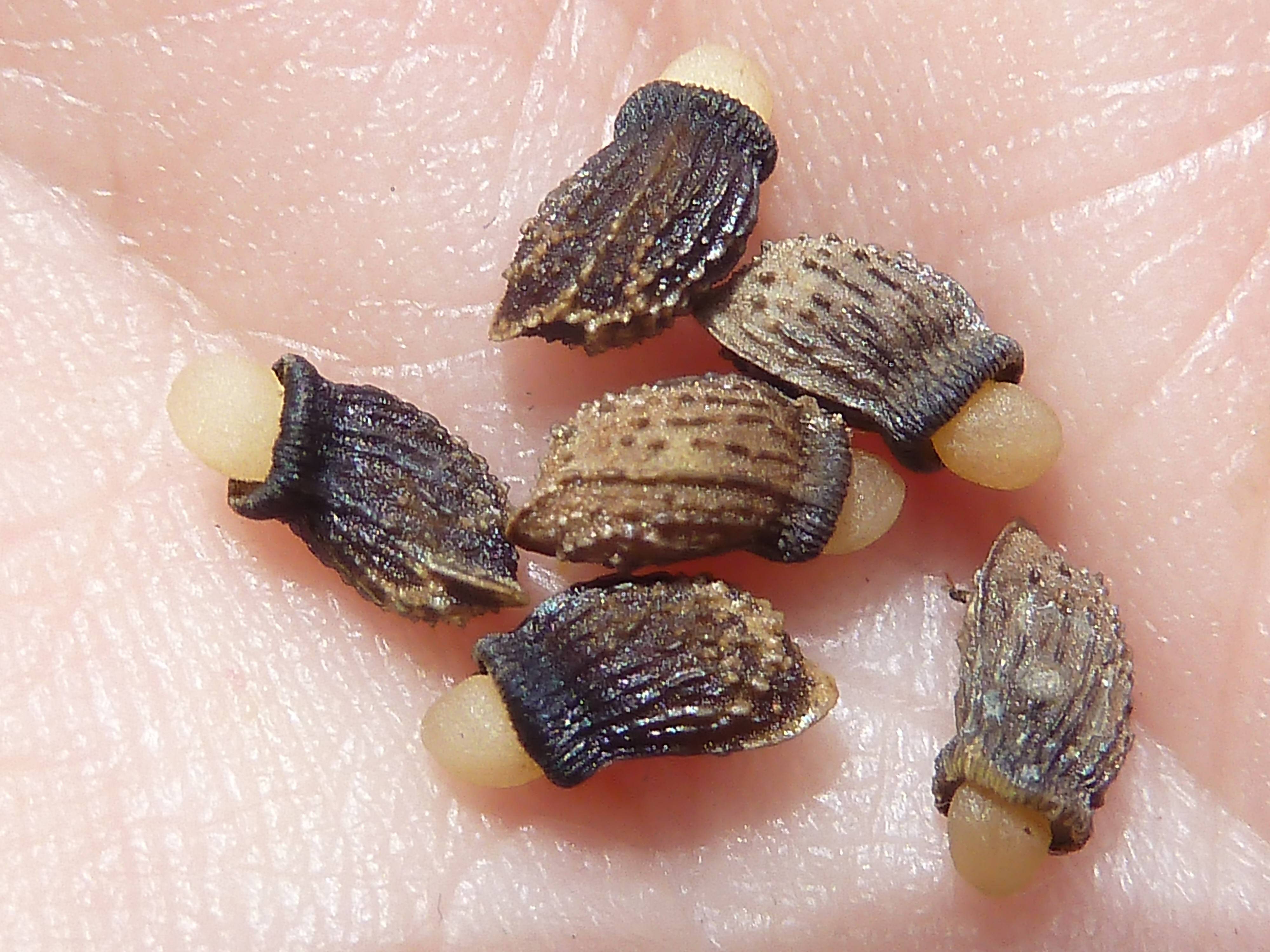
보리지 씨